# P 3.1 (Palatynat)
P 3¹ – seria niemieckich parowozów pospiesznych kolei Palatynatu, budowanych w latach 1898–1904, o układzie osi 2'B1'. Miały silnik bliźniaczy na parę nasyconą, następnie silnik sprzężony. Na kolejach niemieckich były zaliczone do serii 14¹.

## Historia
W latach 1898–1899 fabryka Krauss z Monachium wyprodukowała na zamówienie kolei Palatynatu (niem. Pfälz) 11 parowozów pospiesznych serii P 3¹, o układzie osi 2'C1'. W 1904 zbudowano dwunasty zmodyfikowany parowóz, o nazwie „Von Neuffer”.
Lokomotywy wyróżniały się dość nietypowymi rozwiązaniami konstrukcyjnymi. Pierwotnie były to maszyny z dwucylindrowym silnikiem bliźniaczym, którego oba cylindry wraz z mechanizmem rozrządu Heusingera umieszczone były wewnątrz ostoi, nad wózkiem tocznym i napędzały wykorbioną wiązaną oś silnikową. Koła wiązane umieszczone były w masywnej zewnętrznej ostoi. Ponieważ maszyny okazały się mało ekonomiczne, w latach 1913/14 zrekonstruowano je z zastosowaniem silnika sprzężonego, dobudowując dwa zewnętrzne cylindry niskiego ciśnienia. Napędzały one koła wiązane za pomocą mechanizmu korbowego ukrytego w zewnętrznej ostoi. Lokomotywy te wyróżniały się również spiczastą przednią ścianą budki maszynisty oraz stożkowatymi drzwiczkami do dymnicy, dla poprawy aerodynamiki.
Po I wojnie światowej lokomotywy te przeszły na Koleje Niemieckie (DRG), zaliczone do serii 14¹ (wraz z bawarskimi S 2/5). W 1925 nowe numery otrzymało tylko pięć z nich (14 101 do 14 105). Już w 1926 roku zostały jednak wycofane ze służby, wraz z większością innych lokomotyw z dwoma osiami napędnymi.
Lokomotywy używane były z trzyosiowymi tendrami serii palatynackiej 3 T 16, o pojemności 16 m³ wody i 6 ton węgla.